# Drosophila latifrons
Drosophila latifrons är en tvåvingeart som beskrevs av Adams 1905. Drosophila latifrons ingår i släktet Drosophila och familjen daggflugor.
Artens utbredningsområde är Sydafrika.